# Кухарский, Цезарий
Цезарий Кухарский (пол. Cezary Kucharski; род. 17 февраля 1972, Лукув, Малопольская провинция) — польский футболист, нападающий.

## Карьера

### Клубная
Цезарий начал свою карьеру в польском клубе из 4 Лиги, «Орлента Лукув», за которую сыграл один сезон (1989/1990). В следующем сезоне (1990/1991) на 3 сезона перешёл в клуб из Второй лиги Польши, «Шерка Тарнобжег», с которым провёл 49 матчей и забил 20 голов.
В 1993 году Кухарский на два сезона перешёл в швейцарский «Арау», с которым сыграл 45 матчей и забил 18 голов. Оба сезона (1993/94 и 1994/95) с Цезарием «Арау» заканчивал на 4 месте в Суперлиги Швейцарии.
В 1995 году Цезарь вернулся в польскую Экстраклассу, где два сезона играл за «Легию». В сезоне 1996/97 Цезарь помог «Легии» выиграть национальный Кубок и Суперкубок Польши, а также занять второе место в Экстраклассе.
В 1997 году Кухарский сыграл 12 матчей и забил 2 гола за испанский «Спортинг» из города Хихон. В 1997 состоялось очередное возвращение в «Легию» на два сезона, проведя 21 матч и забив 2 гола. В последнем сезоне (1998/99) Легия заняла третье место в Экстраклассе.
В 1999 на один Цезарь на один сезон перешёл в клуб из Второй лиги Польши, ОКС Стомил, с которым сыграл 26 матчей и забил 8 голов. Стомил в том сезоне занял 8 место во Второй лиге. Уже в третий раз Цезарь вернулся на 3 сезона в «Легию» в 2000 году.
В 2002 году Кухарский помог «Легии» выиграть Экстраклассу и Кубок Экстраклассы, а в 2001 — занять третье место в Экстараклассе.
В сезоне 2003/04 выступал за греческий «Ираклис», с которым сыграл 15 матчей и забил 3 гола. В том сезоне «Ираклис» занял 8 место в Чемпионате и дошёл до 1/4 финала Кубка Греции.
В сезоне 2004/05 помог клубу из города Ленчна, «Гурнику», завоевать самое высокое за всю историю клуба место в Экстраклассе — 7 место. В 2005 году в четвёртый раз вернулся в «Легию». С ней он провёл один сезон (2005/2006), после чего окончил свою профессиональную карьеру.

## Сборная
За Сборную Польши Цезарий провёл 17 матчей и забил 3 гола. Входил в состав сборной на Чемпионате мира 2002, который проходил в Японии и в Южной Корее.

## Личная жизнь
После окончания спортивной карьеры создал свой сайт, а также имеет лицензию футбольного менеджера.
Является менеджером, в частности, Роберта Левандовского, Михала Кухарчика, Рафала Вольского и Гжегожа Крыховяка.
28 мая 2012 стал почетным гражданином города Тарнобжег.